# ميني روجاس
ميني روجاس هو لاعب كرة قاعدة كوبي، ولد في 26 نوفمبر 1933 في مقاطعة فيلا كلارا في كوبا، وتوفي في 23 مارس 2002 في لوس أنجلوس في الولايات المتحدة.

## وصلات خارجية
- ميني روجاس على موقعبيزبول رفرنس.كوم (الدوري الرئيسي) (الإنجليزية)